# Новопокровка (Костанайская область)
Новопокровка (каз. Новопокров) — село в Узункольском районе Костанайской области Казахстана. Административный центр Новопокровского сельского округа. Находится примерно в 27 км к югу от районного центра, села Узунколь. Код КАТО — 396647100.

## Население
В 1999 году население села составляло 1277 человек (633 мужчины и 644 женщины). По данным переписи 2009 года, в селе проживало 1230 человек (597 мужчин и 633 женщины).